# Villa Gans (Oberursel)

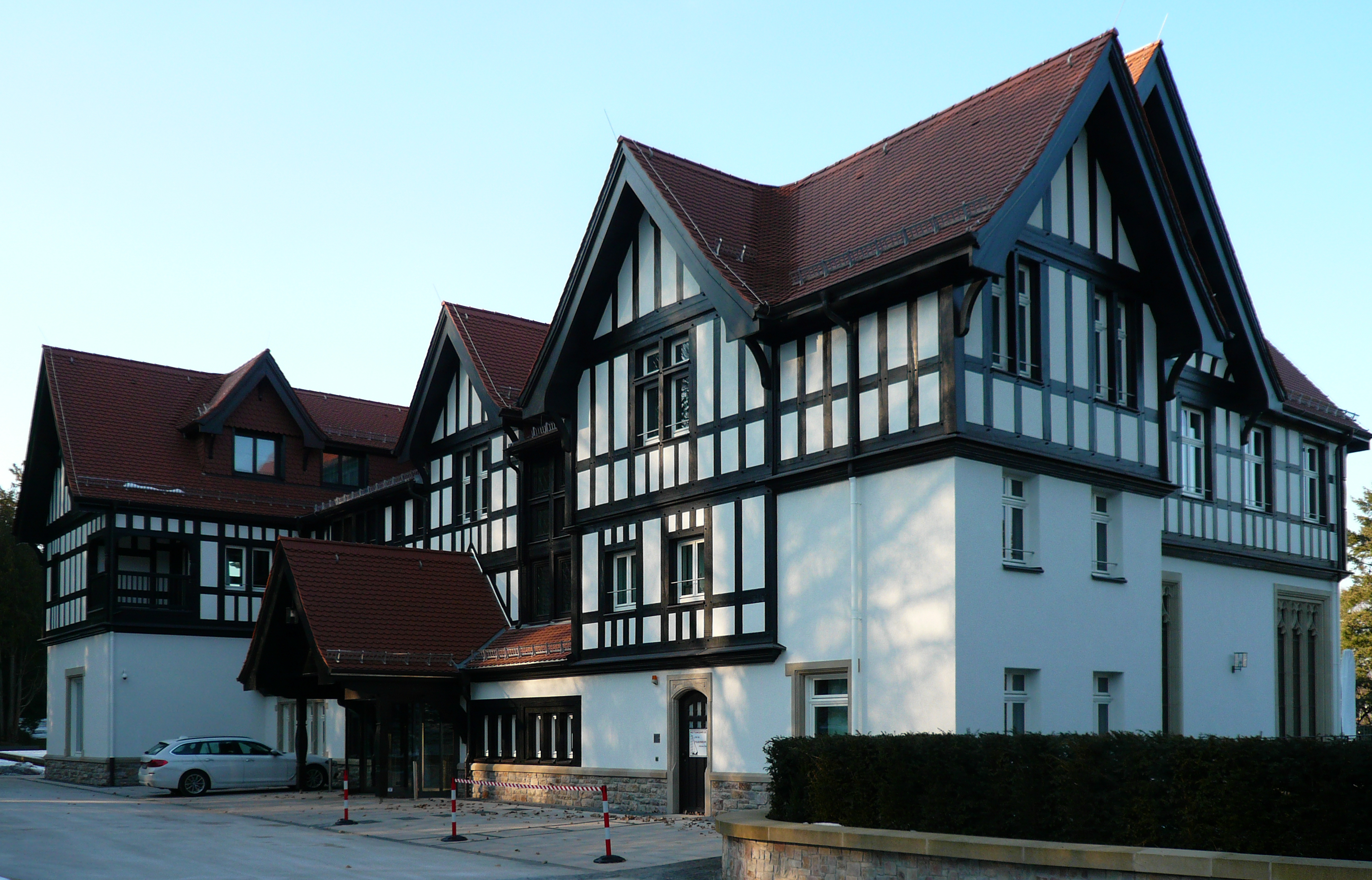
Rekonstruktion der teilabgerissenen Villa Gans in Oberursel, Zustand 22. Februar 2018

Die Villa Gans war ein unter Denkmalschutz stehendes ehemaliges großbürgerliches Wohnhaus in Oberursel, Königsteiner Straße 29. Sie war lange Zeit Bildungsstätte der DGB-Jugend und stand seit 2004 leer. Wegen des geplanten Umbaus in ein Hotel gab es seit Jahren Konflikte mit dem Hessischen Landesamt für Denkmalpflege. Wegen der maroden Bausubstanz der Villa und der vielfältigen gravierenden statischen Mängel musste in enger Abstimmung mit den Denkmalbehörden im Rahmen der Sanierungsarbeiten soviel Originalsubstanz abgetragen werden, dass das Gebäude 2014 seinen Denkmalstatus verlor.

## Bau
Ludwig Wilhelm Gans (* 6. August 1869 in Frankfurt am Main, 1946 in Kopenhagen) der Enkel des Cassella-Mitgründers Ludwig Aaron Gans ließ in Oberursel 1911 bis 1912 eine Chemiefabrik, das „Pharmazeutisches Institut L. W. Gans“ in Oberursel am Zimmersmühlenweg errichten. Er beauftragte den Architekten Otto Bäppler mit der Errichtung einer repräsentativen Villa außerhalb der Stadt nahe der Straße nach Königstein. 1909 und 1910 erfolgte der Bau der Villa Gans. Das Gelände mit der Flurbezeichnung „Kastanienhain“ war mit Esskastanien bewachsen. Elisabeth Gans, die Ehefrau von Ludwig Wilhelm Gans ließ das Gelände auf Rat ihres Vaters des Gartenarchitekten Charles Keller im Stil eines Englischen Landschaftsgartens anlegen. An Nebengebäuden wurde eine Reithalle mit Stallungen, eine Garage, ein Gewächshaus und später auch noch ein Wohnhaus für die Fabrikarbeiter erbaut.
Der Vordertaunus war um die Jahrhundertwende bevorzugter Wohnsitz wohlhabender Frankfurter Bürger. So hatten auch weitere Mitglieder der Familie Gans Villen errichten lassen. So der Frankfurter Industrielle Adolf Gans in Königstein im Taunus, heute der Verwaltungssitz der Deutschen Rentenversicherung Hessen (siehe: Villa Gans (Königstein)). Auch Clara Gans ließ 1929 vom Architekten Peter Behrens eine Villa Gans an der Falkensteiner Straße in Kronberg im Taunus errichten (siehe Villa Gans (Kronberg)).
Ab 1928 wurde die Villa nicht mehr von der Familie Gans genutzt, die nach Frankfurt gezogen war. Auch die Fabrik stellte 1931 aufgrund der Weltwirtschaftskrise den Betrieb ein.

## Schulungsstätte der DAF
Ludwig Wilhelm Gans veräußerte die Villa 1932 an die Deutsche Bank und Disconto-Gesellschaft. Diese verkaufte sie nach der Machtergreifung der Nationalsozialisten am 19. September 1934 an die Deutsche Arbeitsfront (DAF). Die DAF benannte die Villa von Villa Gans in „Reichsschulungsburg Kestenhöhe“ (Gans war zwar zum Protestantismus übergetreten, galt aber in der Nationalsozialistischen Rassenideologie weiter als Jude). Die DAF nutzte das Gebäude ab 20. Oktober 1935 als Schulungszentrum für ihre Funktionäre. Der Begriff Reichsschulungsburg (die Villa hat nichts burgähnliches an sich) wurde auch für eine Reihe anderer Schulungszentren der DAF und NSDAP verwendet und lehnt sich an die NS-Ordensburgen an, die ebenfalls als Schulungszentren dienten.

## Bildungsstätte der DGB-Jugend
Nach dem Zweiten Weltkrieg benannte der Magistrat der Stadt Oberursel am 14. August 1945 das Haus wieder in Villa Gans um.
Das Land Hessen überschrieb die Villa Gans 1953 als Teil der Wiedergutmachung für in der Nazizeit erlittene Verluste dem DGB. Von 1953 bis 2004 wurde die Villa Gans als „Haus der Gewerkschaftsjugend“ genutzt.

## Denkmalschutz und Hotelprojekt
Die das Wohnhaus umgebende Parkanlage wurde 1966 als flächenhaftes Naturdenkmal unter Schutz gestellt. Der Schutz bezieht sich auf die Villa mit Park und Nebengebäuden, wie Gewächshaus, Reithalle, Jägerhaus und Arbeiterwohnhaus, als Sachgesamtheit.
Nach dem Ende der Nutzung durch die Gewerkschaftsjugend wollte der Eigentümer, die Vermögensgesellschaft der IG Metall (IGEMET) die Villa Gans in ein Hotel der Kette Dorint umbauen. Vorgesehen war ein Neubau im Park und eine Sanierung der Villa. Hierzu sollte die Villa, die nicht zuletzt aufgrund massiver Umbaumaßnahmen in den 1930er und 1950er Jahren vielfältige statische und brandschutztechnische Probleme aufweist, unter Verwendung der noch brauchbaren Originalsubstanz originalgetreu rekonstruiert werden. Gegen dieses Vorhaben richtete sich ein Widerspruch des Landesamtes für Denkmalpflege. Eine Klage gegen die Nichterteilung der in 2009 beantragten Baugenehmigung wies das Verwaltungsgericht Frankfurt am Main am 28. Januar 2011 zurück.
Die IGEMET stellte im Februar 2011 beim Verwaltungsgericht Frankfurt den Antrag auf Berufung. Parallel hierzu reichte sie einen weiteren Bauantrag ein, der die exakte Umsetzung des bereits im März 2008 positiv beschiedenen Bauvorbescheids vorsieht. Am 7. März 2012 wurde vor dem Hessischen Verwaltungsgerichtshof ein Vergleich zwischen der IGEMET, der Stadt Oberursel und dem Landesamt für Denkmalpflege (vertreten durch dessen Präsidenten, Gerd Weiß) geschlossen, wonach die IGEMET den streitgegenständlichen Bauantrag aus 2009 im Wege eines Nachtragsbauantrags dahingehend abändert, dass das Vorhaben nun nicht mehr im Wege der Rekonstruktion, sondern im Wege der Sanierung der Villa Gans verwirklicht werden soll, wobei die ursprüngliche Planung des Bauantrags aus 2009 (insbesondere hinsichtlich der Grundrisse) beibehalten wird. Das Landesamt für Denkmalpflege erklärte in dem Vergleich das denkmalschutzrechtliche Einvernehmen, da die Grundrisse des streitgegenständlichen Bauantrags den fachlichen Ansprüchen besser entsprächen als der Bauvorbescheid. 2013 stellten Gutachter fest, dass das Dachwerk aus statischen Gründen nicht haltbar war. Die Stadt Oberursel und das Landesamt für Denkmalschutz stellten daraufhin einvernehmlich fest, dass das historische Bauwerk aus Gründen der öffentlichen Sicherheit abgebrochen werden müsse. Ein Neubau fiel daher nicht mehr unter den Denkmalschutz, auch wenn die IGEMET ihn so originalgetreu wie möglich gestalten wollte. Das bisherige Kulturdenkmal wurde im April 2014 aus der Denkmalliste des Landes ausgetragen. Offen blieb der Status des Parks und der Nebengebäude. Zu dieser Frage hatte die Stadt Oberursel als Untere Denkmalschutzbehörde im Februar 2018 ein Gespräch mit dem Justitiar und stellv. Leiter des Landesamtes für Denkmalpflege Hessen. Er erklärte, dass mit dem Wegfall der Villa als Nukleus der Sachgesamtheit auch den übrigen Teilen gewissermaßen der Boden entzogen sei. Das Landesamt habe kein Interesse mehr an einer denkmalpflegerischen Betrachtung der verbliebenen Nebengebäude. Bei Parkanlagen sei es zudem gängige Praxis des Landesamtes, eine Denkmaleigenschaft nur dann zuzuerkennen, wenn das den Park begründende Gebäude noch vorhanden ist. Das sei hier nicht mehr der Fall.
Im Februar 2014 wurde einvernehmlich von der Stadt Oberursel und dem Investor mitgeteilt, dass in wenigen Wochen mit dem Hotelbau begonnen werde. Der danach begonnene Abriss verschiedener Bauteile führte jedoch dazu, dass von der Villa Gans nur wenige Relikte bleiben.
Der Hotelbau wurde im Jahre 2016 vollendet. Die Villa wurde um einen Neubau ergänzt und die äußere Hülle im englischen Stil neu errichtet. Im Inneren finden sich, bei veränderten Grundrissen, Elemente aus der Bauzeit des Gebäudes. Der Hotelbetrieb begann im Juli 2016.

## Park
Der Park der Villa Gans mit 55 geschützten Bäumen. Scheinzypressen, Mammutbäume, Hängebuche, Pyramideneiche, Tulpenbaum, Trompetenbaum und andere Exoten ist als Naturdenkmal ausgewiesen.

## Theater im Park
Der Park der Villa war 1994 bis 2010 Spielort der Freilufttheaterreihe „Theater im Park“.